# Туйла
Ту́йла (рос. Туйла) — село у складі Маріїнського округу Кемеровської області, Росія.

## Населення
Населення — 132 особи (2010; 184 у 2002).
Національний склад (станом на 2002 рік):
- татари — 93 %